# Židněves
Židněves (en allemand : Judendorf) est une commune du district de Mladá Boleslav, dans la région de Bohême-Centrale, en République tchèque. Sa population s'élevait à 363 habitants en 2020.

## Géographie
Židněves se trouve à 7 km à l'est du centre de Mladá Boleslav et à 55 km au nord-est de Prague.
La commune est limitée par Husí Lhota au nord, par Sukorady et Březno à l'est, par Kolomuty au sud, et par Řepov, Plazy et Dolní Stakory à l'ouest.

## Histoire
La première mention écrite de la localité date de 1255.